# پایه آکورد

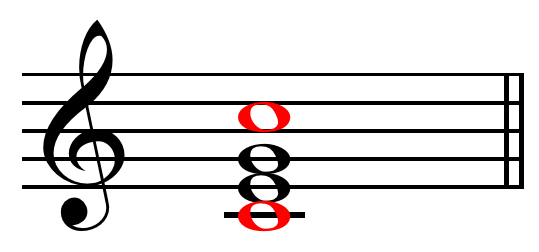
«پایه آکورد» (نت‌های قرمز) در دو ماژور

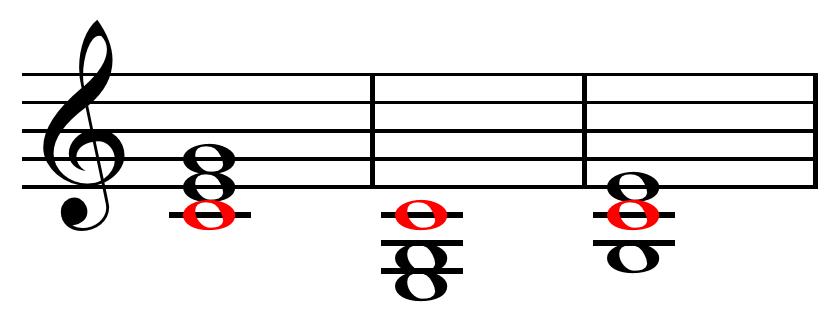
پایه آکورد در سه وضعیت پایگی، معکوس اول و معکوس دوم روی درجه یک گام «دو ماژور»

پایه آکورد (انگلیسی: Root) در تئوری موسیقی به معنی یکی از نت‌های آکورد است که به عنوان نت اصلی یک آکورد شناخته می‌شود. در این شیوه نت پایه، نام آکورد را هم تعیین می‌کند. در هارمونی و موسیقی کلاسیک نام پایه آکورد بیانگر یک آکورد سه صدایی است که فقط با نام پایه آکورد، ماهیت آن شناخته می‌شود مانند:
- «آکورد دو ماژور» (C) دو، می، سل.
- «آکورد دو مینور» (Cm) دو، می بمل، سل.

پایه آکورد لزوماً به معنی قرار گرفتن در بخش باس نیست و در صورت معکوس شدن و قرار گرفتن در بخش‌های بالاتر، باز هم به عنوان پایه آکورد شناخته می‌شود.

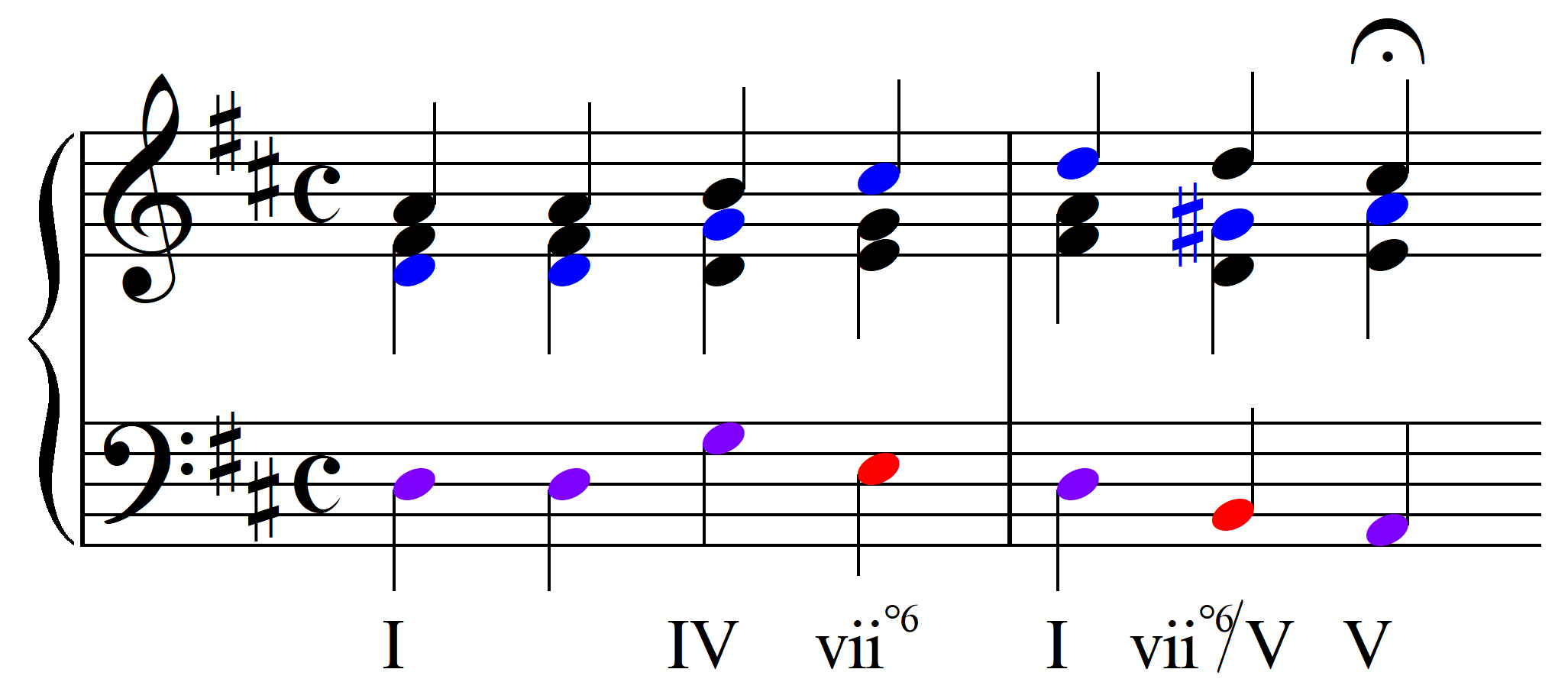
کاربرد «پایه آکورد» (به رنگ آبی) از یک قطعه کرال متعلق به قرن هجدهم میلادی.